# Vladimir Lagrange
Vladimir Lagrange, nato Vladimir Rufinovich Lagrange (in russo Владимир Руфинович Лагранж) (Mosca, 4 maggio 1939 – Mosca, 22 gennaio 2022) è stato un fotografo russo.

## Biografia
Il padre lavorava come corrispondente per il quotidiano Pravda e sua madre era una fotografa. Si può supporre che l'interesse per la fotografia, il giornalismo e l'indagine sociale possa essere nata in famiglia. I suoi primi maestri furono Vasiliy Egorov e Nikolai Kuleshov, di cui divenne allievo e successivamente, nel 1959, entrò a far parte dell'agenzia sovietica TASS. Nel 1963 partecipò alla sua prima mostra internazionale a Budapest, dove ricevette una medaglia d'oro per la fotografia La piccola ballerina. L'anno successivo si iscrisse alla facoltà di giornalismo presso l'Università statale di Mosca (MSU). Prese parte a numerosi concorsi e vinse vari premi.
Lagrange è uno dei pochi autori che sono riusciti a viaggiare all'estero durante l'era sovietica: nel 1964 infatti si recò in Francia e disse: "Non scriverò qui in dettaglio di quelle impressioni, atteggiamenti, sorprese che mi hanno travolto". Fotografò un paese a lui sconosciuto e una vita quotidiana insolita. Al ritorno a Mosca stampò più di duecento fotografie, la maggior parte delle quali non furono pubblicate. Oltre alla Francia, il fotografo andò in Italia, Polonia e Afghanistan.
La sua attività di fotoreporter lo portò a lavorare per diversi giornali anche stranieri, tra i quali la Pravda, Paris Match, Freie Welt, Literaturnaya Gazeta, e per l'agenzia francese Sipa Press. Fino al 1989 è stato corrispondente fotografico speciale per la rivista Sovetsky Soyuz, una rivista d'élite, stampata a colori ed esportata in Occidente.
Lagrange è conosciuto come il "fotografo del disgelo", dopo la morte di Stalin nel 1953, verso un approccio un po' più umanista ed una censura meno oppressiva. "Il mio compito è raccontare ai lettori il lavoro dei minatori, dei piloti, dei medici, dei contadini, dei saldatori… Voglio raccontare la loro vita in modo molto onesto", scrisse Lagrange. Infatti, a differenza di molti suoi colleghi, egli cercava di cogliere la realtà così come la vedeva senza metterla in "posa".

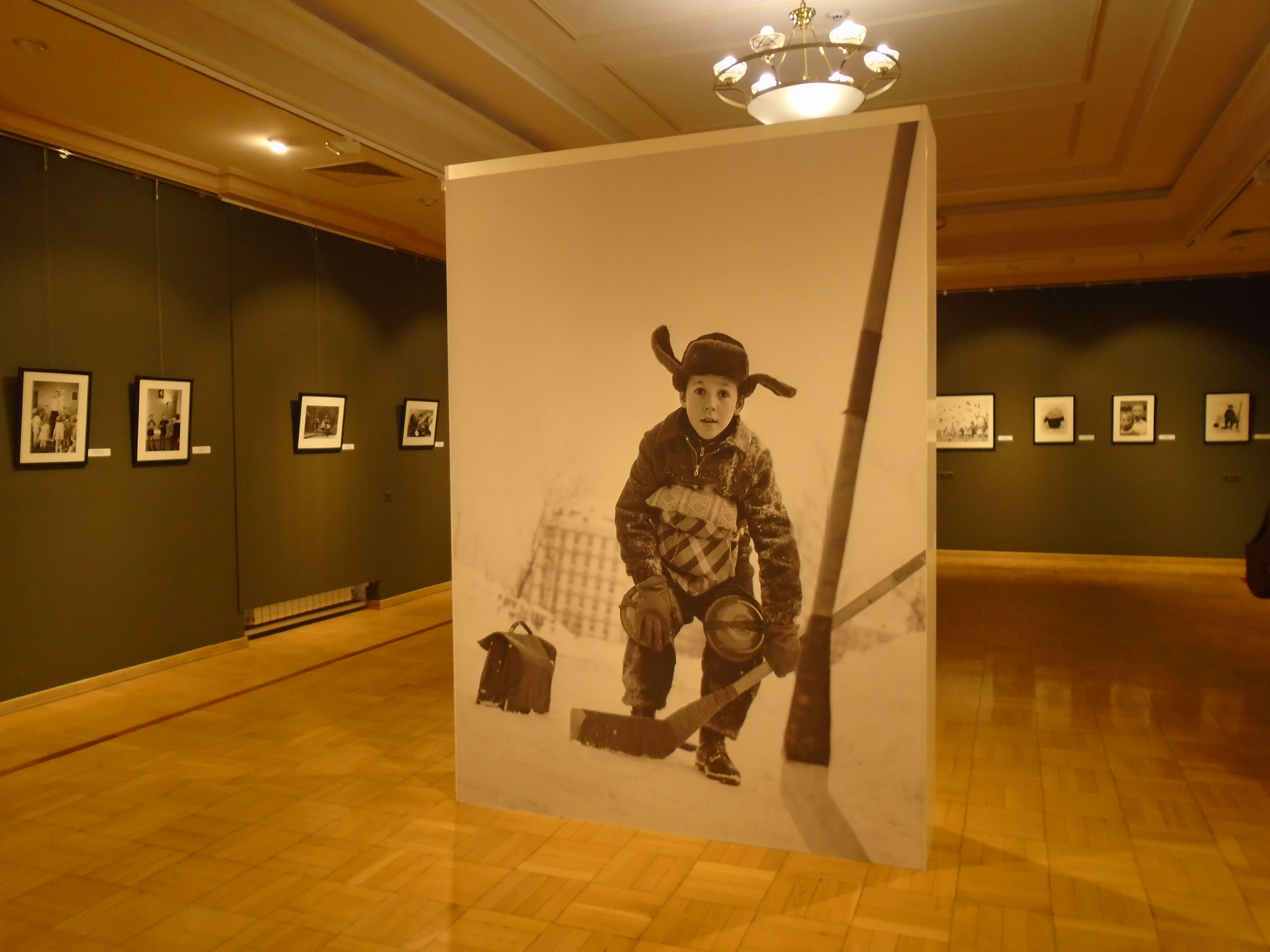
Mostra "Le vie di Lagrange" (2019). In primo piano "Il portiere", 1961

Nel 2013 aveva perso il figlio documentarista Evgeny a causa di un incidente motociclistico avvenuto in Italia. Dal 1998 il figlio aveva lavorato in vari servizi e documentari in Grecia, Francia, Portogallo, Spagna, Cipro ed in Iraq per riprendere la guerra. Lavorava stabilmente per il programma russo "Vesti" su Rossija 1. Evgeny aveva 36 anni e negli ultimi sei anni aveva lavorato come cameraman nell'ufficio italiano della VGTRK, insieme alla corrispondente Asya Emelyanova.

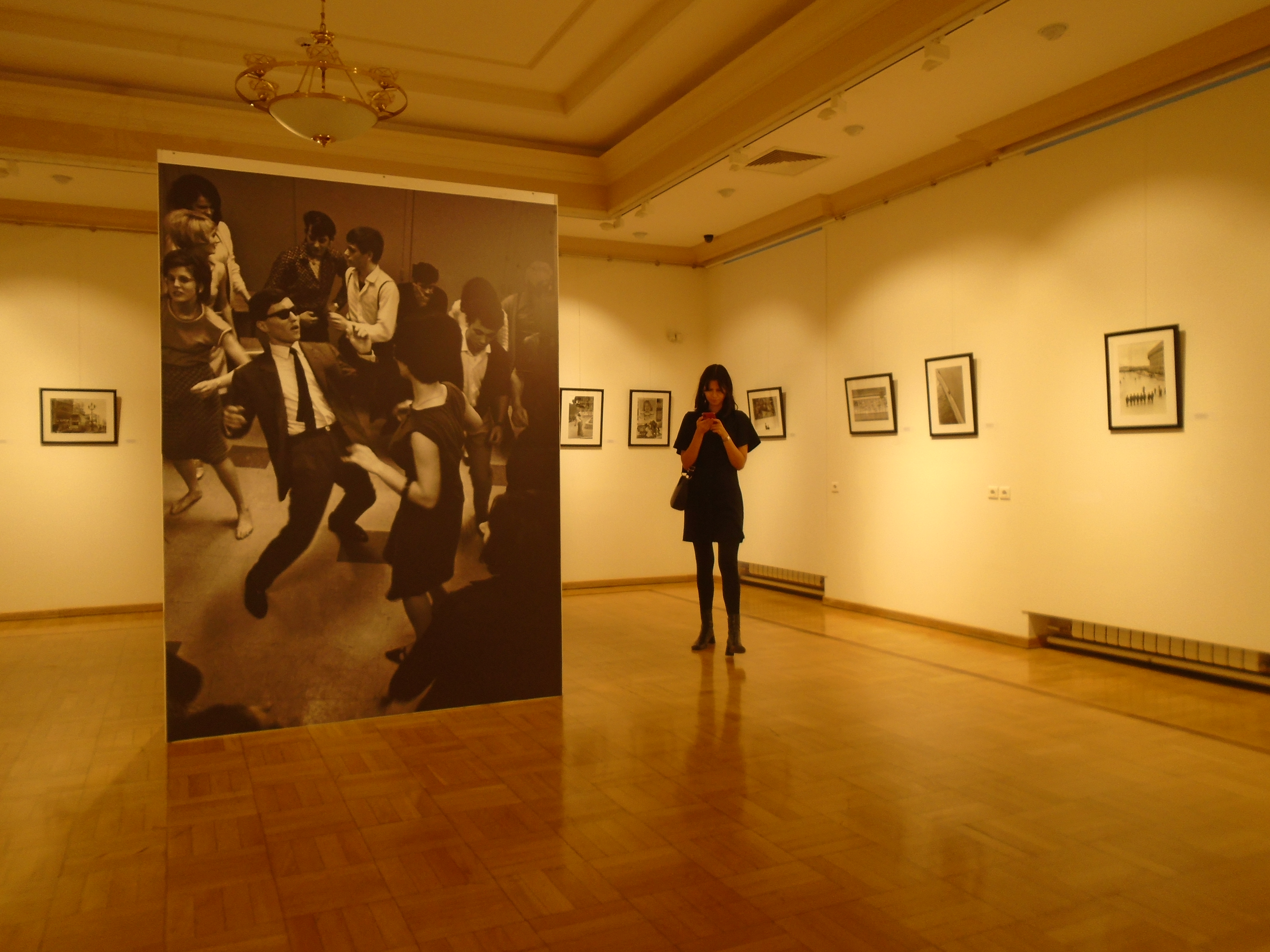
Mostra "Le vie di Lagrange" (2019). In primo piano "Ballando il twist", 1964

Nel 2019, in occasione di una retrospettiva organizzata a Mosca presso il "Centro per la fotografia dei fratelli Lumiere", la curatrice Natalia Grigorieva-Litvinskaya affermò che "[...] è impossibile paragonarlo a chiunque altro o inserirlo in qualsiasi categoria, genere o movimento. [...] Ci è voluto molto tempo per decidere il nome della mostra, ma più andavamo avanti e studiavamo il suo lavoro, più capivamo che il suo obiettivo era quello di essere un partecipante attento in ogni “strada” dove la vita prendeva vita". Fu così che la mostra fu intitolata Lagrange's Streets (Le vie di Lagrange). 
Le opere iconiche di fotografi come Alexander Rodchenko e Boris Ignatovich, scattate tra gli anni Venti e gli anni Quaranta, sembrano ormai antiche, come se fossero lontane dal mondo che i russi stanno vivendo, non le sentono come se appartenessero loro. La gente ricorda il "disgelo" degli anni '60 e '70 e ricorda soprattutto le immagini di Lagrange.